# Pterolophia intuberculata
Pterolophia intuberculata là một loài bọ cánh cứng trong họ Cerambycidae.